# Franz Philipp

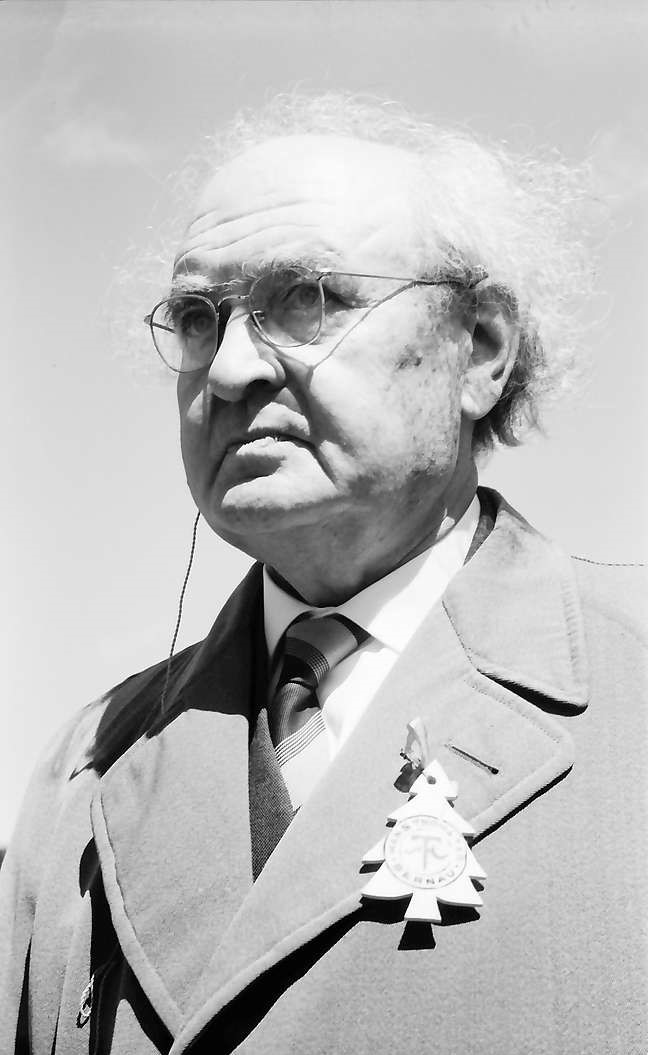
Franz Philipp, 1963

Franz Joseph Philipp (* 24. August 1890 in Freiburg im Breisgau; † 2. Juni 1972 ebenda) war ein deutscher Kirchenmusiker, Komponist und Musiker im Nationalsozialismus.

## Leben
Franz Philipp erhielt bereits 1908 als Schüler am Freiburger Musik-Konservatorium Unterricht in Violine, Komposition, in musiktheoretischen Fächern sowie Klavierunterricht.
Seine erste Organistenstelle hatte er noch als Schüler in der Freiburger Herz-Jesu-Gemeinde, wo auch seine erste Messkomposition aufgeführt wurde. Von 1911 bis 1912 studierte er an der Universität Freiburg die Fächer Literaturwissenschaft und Philosophie. Von 1912 bis 1913 studierte er am Basler Konservatorium Orgel, Kontrapunkt und Improvisation bei Adolf Hamm, der seinerseits Schüler von Max Reger und Karl Straube war. 1914 spielte er 23 Notenrollen für die Welte-Philharmonie-Orgel ein.
Im Ersten Weltkrieg wurde Franz Philipp als Soldat des 5. Badischen Infanterie-Regiments Nr. 113 an der Front in den Vogesen verschüttet und erlitt dabei einen irreversiblen Hörschaden. Noch während des Kriegs wurde 1916 in der Berliner Philharmonie seine von Kriegsbegeisterung geprägte Kantate Deutschlands Stunde uraufgeführt.
1919 bis 1924 war Franz Philipp als Kirchenmusiker in der Freiburger St.-Martins-Gemeinde tätig und hatte ab 1923 einen Lehrauftrag für Orgel, Gesang, Theorie und Musikgeschichte am Lehrerseminar. 1924 heiratete er Sophie Hummel und wurde zum Direktor des Badischen Konservatoriums für Musik in Karlsruhe berufen, das unter seiner Führung 1929 zur Staatlichen Hochschule erhoben wurde und von ihm bis 1942 geleitet wurde.
1925 wurde sein Sohn Johannes geboren, der 1944 während der alliierten Offensive in der Normandie ums Leben kam. Franz Philipp gründete 1925 und 1926 die Badische Orgelschule, das Institut für Katholische Kirchenmusik, den Badischen Kammerchor und das Badische Kammerorchester. Von 1925 bis 1927 leitete er außerdem den Bachchor Karlsruhe.
Nach der „Machtergreifung“ der Nationalsozialisten trat er zum 1. Mai 1933 der NSDAP bei (Mitgliedsnummer 3.463.967). Während der Zeit des Nationalsozialismus komponierte Franz Philipp verschiedene NS-Feiermusiken zu Thingspielen und anderen Gelegenheiten, Volkskantaten und Gesangswerke mit Texten im Sinne der NS-Machthaber. Philipp wurde von den Machthabern als Musiker sehr geschätzt. Sein Orchesterwerk „Heldische Feier“ Op. 35 wurde vom Völkischen Beobachter gefeiert als vorbildlich nationsozialistische Komposition, weil der Geist unseres Kampfes und die gestaltenden Mächte dieser Musik als zwei gültige Zeugen der inneren Wahrheit dieses neuen Weltbildes vor uns stehen. Sein Fahnenlied op. 38, 2 wurde zum SA-Lied der SA-Gruppe Südwest.
Trotz seiner Anbiederung an das nationalsozialistische Regime brachte ihm seine starke Verwurzelung in der katholischen Kirchenmusik scheinbar Schwierigkeiten und persönliche Konflikte ein, er trat 1942 von seinem Amt als Direktor der Musikhochschule Karlsruhe zurück. Seit seinem Rücktritt war er in Freiburg im Breisgau als freischaffender Komponist tätig. Herbert Haag gibt in einer Kurzbiographie als Grund für seinen Rücktritt gesundheitliche Gründe und das Jahr 1941 an. Nach dem Krieg gelang es ihm anscheinend auch, seine tragende Rolle in der nationalsozialistischen Musik herunterzuspielen. Die Opusnummern der nationalsozialistischen Kompositionen versuchte er nach Kriegsende, als ihm sein Bekenntnis zum Nationalsozialismus peinlich war und er sich wieder intensiver der Komposition von kirchenmusikalischen Werken widmete, durch neue Kompositionen mit derselben Opuszahl zu tilgen. In der zu seinem 70. Geburtstag erschienenen Festschrift kommt das Dritte Reich nicht vor. 1960 wurde er in Freiburg als erster Künstler mit dem Reinhold-Schneider-Preis ausgezeichnet und erhielt das Bundesverdienstkreuz Erster Klasse. Er starb 1972 in seiner Heimatstadt und wurde auf dem Freiburger Hauptfriedhof beigesetzt.

## Wirkung
Franz Philipp versuchte, als Komponist nicht auf den ausgetretenen Pfaden des Cäcilianismus zu wirken, und setzte sich hingegen für die Neuorientierung der katholischen Kirchenmusik ein. Nur oberflächlich betrachtet erscheint er als ein Epigone von Anton Bruckner. Sein musikalisches Schaffen hat, von seinem Orgelwerk abgesehen, Bezüge zum Gregorianischen Gesang und zum deutschen Volkslied, ist somit von der sogenannten „Liturgischen Bewegung“ geprägt und umfasst Kinderlieder genauso wie groß angelegte sinfonische Chorwerke.
Trotz seiner umfangreichen Tätigkeit als Organist, bei der er sich besonders durch seine Improvisationskunst hervortat, hat Franz Philipp nur wenige Orgelkompositionen hinterlassen. Philipps Orgelopus ist im Gegensatz zu seinem sonstigen Schaffen sehr am spätromantischen Stil von Max Reger orientiert.
Sein Werk, das vorwiegend aus Chorkompositionen besteht, ist nach seinem Tod weitgehend in Vergessenheit geraten. Seine Kompositionen für den NS-Kult und Philipps Versuch einer späteren Kaschierung werden von Musikwissenschaftlern und Historikern nach wie vor kritisch beleuchtet und machen eine heutige Rezeption seines geistlichen Werks sicherlich nicht einfach.
Von 1960 bis 1979 bestand in Freiburg die Franz-Philipp-Gesellschaft, die das Mitteilungsblatt Vox herausgab.

## Werke (Auswahl)
Franz Philipps Opus umfasst offiziell 98 Titel, daneben existieren allerdings noch etwa 20 Werke ohne Opuszahl. Der Nachlass des Komponisten befindet sich in der Badischen Landesbibliothek und wurde dort verzeichnet. Recherchen in Bibliotheken ergeben aber weitere Drucke seiner Stücke mit variierenden Angaben. Werke, die mit derselben Opuszahl aber eindeutig anderem Inhalt identifiziert werden konnten, sind durch eine angehängte -2 markiert und durch eine Fußnote erläutert.
- Lenaulieder-Zyklus, op. 1 (1908)
- Toccata für Klavier D-Dur, op. 2. Karlsruhe, F. Müller, 1927
- Zwei Frauenchöre a cappella, op. 3. Karlsruhe, F. Müller, 1928
  - 1. Gebet (Eduard Mörike)
  - 2. Ave Maria
- Trauerlied, op. 4. (UA 1913 im Basler Münster)
- Vier Lieder aus dem Krieg, op. 5 (1914). Berlin; Leipzig, Simrock 1917
- Ballade für Klavier Ich hatt' einen Kameraden, op. 6
- Fünf Lieder, op. 7. Berlin, Simrock 1919
- Fünf kleine Lieder, op. 8. Ludwigsburg, Schultheiß, um 1918
- Vier Lieder op 9. Mönchengladbach, Böhm, ca. 1932 (Musik im Haus, 122)
- Kantate Deutschlands Stunde, op. 10 (UA Philharmonie Berlin 1916, ungedruckt).
- Simson-Vorspiel, Symphonischer Prolog zu Hermann Burtes Simson, op. 11 (1918). Ludwigsburg, Schultheiß, um 1920
- Friedensmesse, op. 12 (UA 24. Juli 1924 in Freiburg i. Br. anl. der 800-Jahr-Feier). Karlsruhe, Fritz Müller, 1928
- Klavierquartett c-Moll für Klavier, Violine, Viola u. Violoncell, op. 13 (1919). Augsburg, Filser, o. J.; Augsburg. Böhm, 1968.
- An Hans Thoma. Ein Lied, Ged. von Kurt Karl Eberlein, op. 14. Zum 82. Geburtstag d. Meisters. Augsburg; Wien, Böhm, ca. 1921.
- Unserer lieben Frau. Eine Folge von [7] a cappella-Chören, op. 15. Regensburg, Feuchtinger & Gleichauf, ca. 1925
- Eichendorff-Zyklus für Männerchor, Horn, Orgel u. Posaunen, op. 16. Karlsruhe, Fritz Müller, 1927
- Drei Choralvorspiele aus der Passionszeit für Orgel, op. 17. Mönchengladbach, Volksvereinsverl., o. J.
- Lieder op. 20. Lieder für eine hohe Singstimme und Klavier. Karlsruhe i. B., Fritz Müller, Süddt. Musikverl., 1928.
- Trio für Flöte, Violine und Bratsche, op. 23
- Chorzyklus Sancta Elisabeth. Litanei zur heiligen Elisabeth, op. 24.
- Gottes Lob aus Kindermund, eine Folge von Kindergebeten für Mutter und Kind, op. 25. Düsseldorf, Schwann, o. J.
- Arbeiterlied, op. 26 a[9]
- Freiburger St-Georgs-Lied op. 26 b[9]
- Der Freund (Text: H. Voigt). Lied im Volkston für 4stg. Männerchor a cappella, op. 27 b. Augsburg; Wien, Böhm, o. J.
- Laudate Dominum, a cappella-Messe für vierstimmigen gemischten Chor, Op. 28. Düsseldorf, Schwann, 1932.
- Alemannische Lieder im Volkston, op. 31. Augsburg; Wien, Böhm, 1935
  - Nr. 1. Heil dir, my alimannisch Heimetland.
  - Nr. 2. D' Meidli im Wiesedahl.
  - Nr. 3. De Postlima.
  - Nr. 4. Dicki Chöpf.
  - Nr. 5. Wälderart
- Kantate Heiliges Vaterland op. 32
  - Ruf der Fackelträger, op. 32, 3 (Text: Heinrich Anacker)
    - Totenklage, Op. 32[-2?] (Text: Maria Kahle)[9]
- Deutsche Volkshymne zum Lob d. Arbeit für gem. Chor u. gr. Blasorchester mit Fanfaren. Dichtung von Heinrich Lersch. Komp. für Aufführungen im Freien mit Massenchören. op. 33. Augsburg, Böhm, 1934.
  - Hymne zum Lob d. Arbeit op. 33-2[9]
- Heimat (Text: Gottfried Buchmann), Lied im Volkston, op. 34. Augsburg; Wien, Böhm, o. J.
- Orchesterwerk Heldische Feier zu einer Dichtung von Gerhard Schumann, op. 35[4]
- Cäcilien-Hymne für gem. Doppelchor. Dichtung von Wilhelm Fladt. op. 36. Augsburg, Böhm, 1935 (UA 1935 Limburg, Dom)
- Neue Lieder im Volkston, op. 37. Augsburg, Böhm, o. J.
  - Haimet am Hochrhy
  - Ans Land Baden, op. 38 a. Augsburg, Böhm, 1936. Auch op. 37, 3c
  - Abschiedslied der Hotzen
  - Alimannisch Land. Augsburg, Böhm, ca. 1930
  - In einem Wiesental, op. 37, 4 c
  - Bodensee-Lied, op. 37, 6 (Gedicht von Gerhard Schumann), Augsburg; Wien, Böhm, o. J.
  - Deutsche Hymne, op. 37, 7. Augsburg, Böhm, 1950.
- Feier der Arbeit, op. 38. Augsburg; Wien, Böhm, 1936
  - Fahnenlied. Wenn die Fahnen und Standarten. (Gedicht von Gerhard Schumann) für 1stg. Chor u. Blasorchester, op. 38,2. Augsburg, Böhm, o. J.
    - Ans Land Baden, op. 38-2[9]
- Bläser-Rufe zur Ehrung der Toten der Bewegung, op. 39. Augsburg; Wien, Böhm, 1938.
  - Bläserrufe op. 39-2[9]
- Johann-Peter-Hebel-Lieder, op. 40. Lahr, Schauenburg, ca. 1950
- Fahnen hoch, Marsch op. 41. Augsburg, Böhm, ca. 1938
  - Marsch für Blasorchester op. 41-2[9]
- Kantate Volk ohne Grenzen op. 42. In: Das Feierwerk, hrsg. von d. Reichswaltung d. NS.-Lehrerbundes. München, Deutscher Volksverlag, 1937.
  - Lied der Kämpfer und Marschlied aus der Kantate Volk ohne Grenzen, op. 42 a/b. Augsburg; Wien, Böhm, o. J.
    - Brautlied, op. 42-2[9]
- Es sungen drei Engel, Oberrheinisches Triptychon für 3stg. Frauen- oder Knabenchor a cappella, op. 43. Augsburg, Böhm, o. J. (UA Nürnberg 1949)
- Lieder op. 44. Lieder für 1 Singstimme u. Klavier. Augsburg, Böhm, o. J.
- Ewiges Volk, Volkskantate zu einer deutschen Chorfeier, op. 45. Augsburg; Wien, Böhm, o. J.
  -     - Festliche Andacht zur Heiligen Eucharistie, op. 45-2 (UA Freiburg i Br. oder Köln 1948). Düsseldorf, Schwann, o. J.[9]
- Eine Folge von Hermann-Burte-Liedern : für eine mittlere Singstimme und Klavier, op. 46. Augsburg, Böhm, 1940
- Jugendmusik, Marschlied der Baukompanien (Ged. von Wilhelm Schwarz), op. 47. Augsburg; Wien, Böhm, o. J.
  -     - Jugendmusik für 3 Geigen, (Triangel u. kleine Trommel nach Belieben), op. 47-2. Augsburg; Wien, Böhm,o. J.[9]
- Als Herre Christ geboren ward. Eine Folge von Weihnachtsgesängen, op. 48 (UA Freiburg i. Br., St. Urban, 30. Dezember 1945). Augsburg; Wien, Böhm, um 1943.
- Musik für eine deutsche Feier (Orgelwerke), op. 49. Heidelberg, Willy Müller, 1943.
  - Musik für eine deutsche Feier. Vorspiel, Choraldoppelfuge und Choral, Opus 49 a (Fritz Kaiser zugeeignet)[10]
  - Präludium, Tripelfuge und Choral g-Moll op. 49 a-2[9]
  - Lardo d-Moll für Orgel op. 49 b-2[9]
  - Largo (Zum Heldengedenktag), op. 49 c[11]
- Präludium, Tripelfuge und Choral g-Moll für 2 Klavier op. 50[9]
- Vier Duette op. 51[9]
- Trauergesänge, op. 52. Augsburg, Böhm, [Nachdr. 1970].
- Aus dem Kinderland. Kinderlieder mit Klavierbegl., op. 53. Augsburg, Böhm, [Nachdr. 1968].
- Hymne für eine Priesterfeier, op. 54. Frankfurt (Main) C. F. Peters. o. J (1990?)
- Ecce sacerdos magnus, op. 55. Düsseldorf, Schwann, o. J.
- Crucifixus etiam pro nobis, eine Folge von 10 Passions-Motetten op. 56[9]
- Freiburger Psalter, op. 57
- Freiburger Psalter. Eine Slg. von 31 Chorälen (nach d. gleichnam. Originalwerk für Volksgesang u. Orgel), op. 58,1. Düsseldorf, Schwann, 1948
- Messen op. 59. Missa pax vobis für gemischten Chor a cappella. Düsseldorf, Schwann, 1945.
- Mater Dei, ein Marienleben in lateinischen Gesängen, für Bariton solo (Evangelist) und gemischte Chor a cappella, op. 60. Freiburg im Breisgau, Christophorus-Verl. (1 Schallplatte).
- Feierlicher Einzug, Präludium u. Choral, op. 62. Augsburg, Böhm, o. J.
- Symphonische Kantate Zwischen Zeit und Ewigkeit’, op. 65
- Trost der Nacht. 4 Madrigale für gem. Chor, op. 68. Augsburg, Böhm, o. J.
- Klaviersonate G-Dur, op. 69
- Geistliche Hymnen für gemischten Chor a cappella, op. 71
- Neue Männerchöre, op. 73. Augsburg, Böhm, o. J.
- Sanctus-Kantate, aus op. 74
- Ernste und frohe Kanons, op. 76. Augsburg, Böhm, o. J.
- Über aller Nacht ist Licht, Motette in drei Sätzen. Gedichte von Emil Gött. Augsburg, Böhm, 1954
- Neue Chorlieder, op. 82. Augsburg, Böhm, o. J.
- Symphonische Kantate De profundis, op. 83
- Missa Symphonica Credo in unum Deum, op. 85
- Symphonie d-moll, op. 97
- Drei Motetten Cantica nova, op. 98. Augsburg, Böhm, 1962.

### Werke ohne bekannte Opus-Zahl
- Orgelbuch zum Magnifikat. Freiburg i. Br., Herder, 1929. 2. Auflg. 1954
- Wallfahrtslied zur schmerzhaften Mutter Maria in Todtmoos auf dem Schwarzwald (1935); Ged. von Paul Körber. Augsburg; Wien, Böhm, o. J.
- Sankt-Nikolauslied (Text Heinrich Gassert (1937)). Augsburg; Wien, Böhm, o. J.
- Drunten im Unterland. Ged. von G. Weigle. Augsburg; Wien, Böhm, o. J.
- Zur heiligen Mutter vom guten Rat. 1stg. Volksgesang mit Orgel- oder Harmonium-Begl. Augsburg; Wien, Böhm, 1935.
- Sankt Martins Hausherrenlied. Text von Wilhelm Fladt. Augsburg; Wien, Böhm, o. J.
- Alte deutsche Weihnachtslieder für vierstimmigen gemischten Chor A-Cappella. Düsseldorf, Schwann, o. J.
- Wallfahrtslied zur Heiligen Notburga. Augsburg, Böhm, o. J.
- Zwei Volkslieder. In: Singendes Volk, Liederblätter für d. Bad. Jugend im Auftr. d. Ministeriums des Kultus u. Unterrichts Karlsruhe, Kunstdr. Künstlerbund, 1934
  - 1. Schlageter
  - 2. Der Trommler
- Zwei Kriegslieder. Berlin, Simrock, 1940
- Flamme empor, Text v. J. Chr. Nonne (1814), Bearbeitung für 4stg. gem. Chor von Franz Philipp. Augsburg; Wien, Böhm, o. J.

## Ehrungen und Auszeichnungen
- Hebeldank des Hebelbundes Lörrach (1951)
- Ehrenmitgliedschaft des Breisgauer Sängerbundes (1953)
- Konradin-Kreutzer-Medaille (1955)
- Verdienstkreuz 1. Klasse des Verdienstordens der Bundesrepublik Deutschland (1960)
- Reinhold-Schneider-Preis (1960)
- Ehrenbürger der Gemeinde Ehrsberg (heute Häg-Ehrsberg) (1965)